# John Ashley (Eishockeyschiedsrichter)
John George Ashley (* 5. März 1930 in Galt, Ontario; † 5. Januar 2008 in Kitchener, Ontario) war ein kanadischer Eishockeyschiedsrichter in der National Hockey League (NHL).

## Karriere
Seine Karriere startete er als Eishockeyspieler 1950 bei den Toronto Maple Leafs, spielte dort jedoch nicht, sondern kam zu einem Farmteam und er spielte für Pittsburgh und Syracuse in der American Hockey League. Als er drei Jahre später zu Eddie Shores Springfield Team verkauft wurde, zog er sich zurück. Er setzte ein Jahr aus, spielte noch einmal drei Jahre Eishockey und begann dann als Schiedsrichter in einer der unteren Ligen seiner Heimatstadt.
Nach nur zwei weiteren Jahren unterschrieb er 1959 seinen ersten NHL-Vertrag. In seinem ersten Jahr arbeitete er überwiegend in der AHL und der USHL, sowohl als Schiedsrichter wie auch als Linienrichter. Die darauf folgenden zwölf Jahre war er jedoch fest in der NHL angestellt.
Ashley leitete insgesamt 605 Spiele als Schiedsrichter und 17 als Linienrichter, weitere 58 Play-off-Spiele und 350 in den unteren Ligen. Zwischen 1964 und 1972 wurde er jedem siebten Spiel in einer Playoff-Runde zugeteilt, da er einen außergewöhnlich guten Ruf in der NHL und bei den Spielern hatte. In der Saison 1970/71 übernahm er jeweils das siebte Spiele in den Viertel- und Halbfinalen und im Finale, dies war eine bisher noch nie dagewesen Leistung eines Schiedsrichters, die auch mit einem enormen Druck verbunden war.
1972 beendete er seine aktive Karriere und arbeitete als Talentscout für junge Schiedsrichter in der NHL.
Seine Verdienste im Sport wurden 1981 mit der Aufnahme in die Hockey Hall of Fame gewürdigt.